# Steffi Landerer
Steffi Landerer (* 23. Januar 1990 in Bad Saarow-Pieskow, Kreis Fürstenwalde, Bezirk Frankfurt (Oder), DDR), auch Steffy Metal, ist eine deutsche Fernsehdarstellerin und Sängerin.

## Werdegang
Steffi Landerer hat eine Schwester und einen Halbbruder. Sie lebte zum Zeitpunkt ihres Einser-Abiturs am Bernhardinum Fürstenwalde mit ihren Eltern in Fürstenwalde und beteiligte sich nach Ende der Schulzeit an der siebten Staffel von  Deutschland sucht den Superstar. Die Freizeit-Motorradfahrerin, -Sängerin und Hobbyreiterin schied im Februar 2010 in der ersten Mottoshow als Zehnte aus. Zuvor war ihr in der Top-15-Show mit I Love Rock ’n’ Roll, auf einem Motorrad vorgetragen, das Weiterkommen gelungen.
Von 2012 bis 2014 war sie als „Sandy Seiz“ eine Hauptdarstellerin der Daily-Soap Berlin – Tag & Nacht des Fernsehsenders RTL II. Bei BB Radio moderierte sie mit einem Kollegen einmal wöchentlich die zweistündige „Steffi-Landerer-Show“. Sie absolvierte ein Studium in Medienmanagement.
Im März 2023 veröffentlichte sie als Steffy Metal den Song Bierbrauerei und eröffnete mit anderen im Mega-Park auf Mallorca die Saison. Im August des Jahres wurde sie Covergirl des deutschen Playboy.

## Singles
- 2023: Bierbrauerei (Ariola / Sony Music)[9]
- 2023: Nacht mit mir (Ariola / Sony Music)